# Krytonosek szarogłowy
Krytonosek szarogłowy (Scytalopus rodriguezi) – gatunek małego ptaka z rodziny krytonosowatych (Rhinocryptidae). Występuje endemicznie w Kordylierze Środkowej w Kolumbii. Jego naturalnym środowiskiem są pierwotne wilgotne lasy wyżynne i górskie w przedziale wysokości 1700–2300 m n.p.m. Długość ciała około 11 cm. Żywi się małymi owadami. Gatunek ten jest zagrożony wyginięciem.

## Systematyka
Międzynarodowy Komitet Ornitologiczny wyróżnia dwa podgatunki S. rodriguezi:
- S. r. yariguiorum Donegan, Avendaño & Lambert, 2013 – krytonosek potokowy[3] – północno-środkowa Kolumbia
- S. r. rodriguezi Krabbe, Salaman, Cortés, Quevedo, Ortega & Cadena, 2005 – krytonosek szarogłowy[3] – południowo-środkowa Kolumbia

Naukowa nazwa gatunkowa – Scytalopus rodriguezi – upamiętnia kolumbijskiego działacza na rzecz ochrony przyrody – José Vicente Rodrigueza Mahechę.

## Status
IUCN od 2007 roku klasyfikuje krytonoska szarogłowego jako gatunek zagrożony (EN, Endangered). Liczebność populacji szacuje się na około 1500–7000 dorosłych osobników. Trend liczebności populacji jest oceniany jako spadkowy. Główne zagrożenia dla gatunku to wylesianie i degradacja siedlisk.